# Günter Rohrbach
Günter Rohrbach, né à Neunkirchen (Sarre) le 23 octobre 1928, est un producteur de cinéma et de télévision allemand.

## Filmographie partielle

### Au cinéma
- 1981 : Das Boot
- 1993 : Stalingrad de Joseph Vilsmaier
- 1999 : Aimée et Jaguar de Max Färberböck
- 2005 : La Massaï blanche
- 2008 : Une femme à Berlin
- 2009 : Effi Briest

## Récompenses et distinctions
- 2010 : réception de son étoile sur le Boulevard des stars à Berlin

### Prix du film Günter Rohrbach
En 2011, sa ville natale, Neunkirchen, a institué avec lui le Prix du film Günter Rohrbach.